# Arne Strömberg
Arne Anders Alfred Strömberg, född 20 juni 1920 i Karlskrona amiralitetsförsamling i Blekinge län, död 24 januari 1988 i Järfälla församling i Stockholms län, var tränare för diverse svenska föreningar, samt rikstränare för det svenska ishockeylandslaget åren 1961-1971. Han avgick efter VM 1971 efter diverse konflikter, då Sveriges bronsmedaljer av många sågs som ett större misslyckande, sedan det dåvarande Västtyskland gav Sverige stryk med 1-2 i en av VM-matcherna. Han ersattes säsongen 1971/1972 av Billy Harris, som dock blev den förste att inneha titeln förbundskapten.
Han var tränare för Färjestads BK 1969–1975, varav 1971–1973 i samarbete med Lars Carlsson och 1973–1975 i samarbete med Olle Öst.
Från 1960 till sin död var han gift med Inga-Britt Nancy Strömberg (1927–1989). Makarna är begravda på Danderyds kyrkogård.

## Meriter
- VM-guld 1962
- OS-silver 1964
- VM-silver 1963, 1964, 1967,1969, 1970
- VM-brons 1965, 1968, 1971